# فيصل جلول
فيصل جلول باحث وكاتب وصحافي لبناني ذو ميول قومية عربية مقيم في باريس. عمل في صحف لبنانية وعربية وفي مراكز أبحاث في بيروت وفي أوروبا. له العديد من الكتب والمؤلفات والمشاركات الحوارية. وهو من الخبراء بالشأن العربي المعاصر ومن القلة المتابعة عن كثب للشأن اليمني المعاصر. حصل على ماجستير في الأنثروبولوجيا ودبلوم عال في الدراسات المعمقة في العلوم الاجتماعية وبكالوريوس في الجغرافيا.

## مسؤولياته
- مسؤول عن فريق المحققين وباحث في فريق دراسة الأزمة اللبنانية في معهد الإنماء العربي في بيروت والمعهد محتجب منذ العام 1993
- مشرف ـ مشارك وكاتب في مجلة «الفكر العربي» خلال العامين 1980-1982 (المحتجبة)
- مسؤول قسم التحقيقات في جريدة «بيروت» المحتجبة 1975-1977
- معلق ومحقق في جريدة «السفير» اللبنانية عام 1982-1983[3]
- مشارك في تأسيس مجلة اليوم «السابع في باريس» ومسؤول قسم التحقيقات وريبورتر ومعلق منتظم فيها حتى احتجابها 1983 ـــ1991
- محرر ومراسل لمجلة «الوسط» في باريس منذ العدد الأول 1992 وحتى احتجابها عام 2002
- معلق اسبوعي منتظم في صحفية «الخليج» الإماراتية منذ العام 2005 وحتى [4] 2017
- محلل سياسي في جريدة «البيان» الإماراتية من العام 1987 وحتى العام 1994
- معلق في صحيفة «26 سبتمبر» منذ العام 2002 وحتى 2012.[5]
- محلل سياسي غير منتظم على القسم الأكبر من الفضائيات العربية وعدد من الفضائيات والإذاعات باللغات الأجنبية والعربية ومشارك في برامجها.[6][7][8][9][10][11][12]
- كاتب مقال اسبوعي في موقع «الميادين.نت» حتى العام 2019 [13] وباحث متعاون مع «أكاديمية باريس للجيوبوليتيك»[14]
- عضو لجان تحكيم ومنتسب ومشارك ومحاضر في مؤتمرات ولجان وندوات عربية مختلفة مستشار في شؤون الإعلام والاتصالات رئيس الجمعية العربية للدفاع عن حرية التعبير في باريس متعاون مع عدد من مراكز الأبحاث العربية.[15]

## مؤلفاته
- فيصل جلول (1982-1985). «المقاومة اللبنانية للاحتلال الإسرائيلي»، ثلاث طبعات، دار الكرمل. عمان. “1986 1987”
- فيصل جلول وحسن حنفي ومحمد عابد الجابري (1990 -2010). «حوار المشرق والمغرب»، خمس طبعات في الرباط والقاهرة وعمان. الطبعة الخامسة مزيدة ومنقحة صدرت عن الدار العربية للعلوم. بيروت عام [16] 2010
- فيصل جلول (1994). «نقد السلاح الفلسطيني».. بيروت: دار الجديد نافد.
- فيصل جلول (1998). «الجندي المستعرب: يوميات مكسيم رودنسون في سوريا ولبنان»، الطبعة الثانية صدرت عن دار الفارابي في بيروت عام [17] 2012
- فيصل جلول (1999). «دفاعا عن السلام العربي». المؤسسة العربية للدراسات والنشر. بيروت. الكتاب سجال مع حازم صاغية حول كتابه دفاعا عن السلام مع إسرائيل. (نافد[18])
- فيصل جلول (2000). «اليمن الثورتان الجمهوريتان الوحدة» صادر عن دار الجديد في بيروت، في طبعته الأولى عام 1999 وفي طبعته الثانية عام.[19] 2000
- فيصل جلول. «الأزمة العراقية ومستقبل القومية العربية» كتاب جماعي عام 2003. باريس: دار لارماتان.
- كتاب جماعي (2004). «الاعلام العربي وحرية التعبير». دار الاهالي في سوريا.
- فيصل جلول (2007). «مصر بعيون الفرنسيس - بحث في اصول الثقافة السياسية العربية». الدار العربية للعلوم في بيروت وعن دار مدبولي في القاهرة.[20]
- فيصل جلول (2011) «معنى أن تكون عربيا اليوم». دار المسيرة، تونس [21]
- فيصل جلول إشراف وإعداد (2012). «باريس كما يراها العرب». كتاب جماعي. دار الفارابي. بيروت [22]
- فيصل جلول وسامي كليب إشراف (2017) «الرسائل الدمشقية». كتاب جماعي. دار الفارابي. بيروت.[23]
- فيصل جلول ورشاد أبو شاور إشراف (2018): "القضية الفلسطينية في مئويتها الثانية. من سايكس بيكو إلى الربيع العربي. كتاب جماعي. دار الفارابي بيروت.[24]
- فيصل جلول وسامي كليب (2019) اشراف «الرسائل المغربية» كتاب جماعي دار الفارابي بيروت 25الرسائل المغربية: عشرون كاتبا عربيا يروون مدن المغرب وطيفا من وقائعه .(goodreads.com)
- فيصل جلول وسامي كليب (2021) «الرسائل الخليجية» كتاب جماعي دار انطوان بيروت 26Antoineonline.com : الرسائل الخليجية - ادب الرحلات (9786144696484): سامي كليب وفيصل جلول: Livres

له مقالات ودراسات منشورة بالعربية في القسم الأكبر من الدول العربية. ولديه مقالات ودراسات منشورة باللغات الفرنسية والإنكليزية والإسبانية والإيطالية والفارسية.